# Роснано
Роснано — російська компанія створена в 2007 році для розвитку нанотехнологій. Штаб-квартира розташована в Москві.
Основним видом діяльності компанії є інвестування коштів в приватні проекти зі створення нових нанотехнологічних виробництв. C 2010 року по грудень 2012 року за участю «Роснано» в Росії було створено 30 виробництв по випуску продукції з використанням нанотехнологій.

## Історія
26 квітня 2007 року в посланні Федеральним зборам президент Росії Володимир Путін позначив нанотехнології як один з найбільш пріоритетних напрямків розвитку науки і техніки і запропонував заснувати Російську корпорацію нанотехнологій.
Державна корпорація «Російська корпорація нанотехнологій» була заснована в липні 2007 року спеціальним Федеральним законом від 19 липня 2007 року № 139-ФЗ. У 2007 році уряд Російської Федерації вніс майновий внесок в розмірі 130 млрд рублів для забезпечення діяльності корпорації. Офіційно зареєстровано 19 вересня 2007 року.
Згідно з розпорядженням Уряду Російської Федерації від 17 грудня 2010 № 2287-p.Російська корпорація нанотехнологій першої з державних корпорацій завершила реорганізацію і з 11 березня 2011 року перереєстрована у відкрите акціонерне товариство «Роснано».
На початку 2011 року американське видання Fast Company, що спеціалізується на темі інновацій, склало рейтинг провідних інноваційних компаній Росії. У цьому рейтингу компанія «Роснано» зайняла 4-е місце.
У грудні 2010 року ВАТ «Роснано» заснувало дочірню компанію - RUSNANO USA, Inc. Організація створена з метою представлення інтересів ВАТ «Роснано» і проектних компаній на території США і Канади, а також для сприяння в просуванні російської нанотехнологічної продукції на світові ринки

#### Імениті співробітники
Давидов Едуард